# M-Pire of Evil
Gli M-Pire of Evil (precedentemente noti anche come Prime Evil) sono un gruppo heavy metal britannico formato nel 2010 da alcuni ex componenti dei Venom; ossia Tony "Demolition Man" Dolan, Mantas e Antton.
Il nome della band è una storpiatura di Prime Evil, primo album dei Venom registrato con Tony alla voce, e uscito nel 1988.

## Storia

### Le origini (2010-2011)
Nel 2010, Mantas era alle prese con la sua nuova band chiamata "Dryll". Il tutto sembrava dare i suoi frutti, e dopo che il batterista aveva lasciato la band, Antton (che aveva già suonato insieme a lui nell'album "Resurrection" nel periodo passato insieme nei Venom, e che comunque aveva la sua propria band chiamata Def Con One) aveva preso un posto in questa band. Non ci volle molto prima che questo avvenimento generasse un sacco di voci che si chiedevano già cosa potesse succedere se Mantas fosse riuscito a convincere Demolition Man (altro ex-componente dei Venom) a tornare a suonare insieme a lui come cantante e bassista. La chiamata fu inviata e arrivò ancora una volta Tony Dolan.
Il trio decise che aveva bisogno di produrre qualcosa che si addicesse alle proprie prodezze musicali. Sarebbe stato qualcosa di spudoratamente pesante e senza ritegno, appagante per loro in qualità di musicisti; ma anche privo di ego, inganni e comportamenti irragionevoli.
Ai fan irriducibili della band fu lasciata la scelta del nome per il nuovo gruppo, così come loro stessi erano stati i primi a spingere per la formazione del nuovo gruppo. Naturalmente, con il senno di poi, "Prime Evil" (ispirato dall'omonimo album dei Venom del 1989 con lo stesso Dolan alla voce e basso) era il nome che avevano scelto - e così la band si sentì libera di creare la musica che aveva sempre voluto fare, senza pretendere di essere di nuovo nel 1982. Dopo essersi annunciati al mondo, alla band fu chiesto di riconsiderare il nome scelto per rispetto di un'altra band che si era chiamata con il titolo stesso dell'album Venom.
Senza esitazione e con comprensione e rispetto da aspettarsi da questo trio onorevole, la band cambiò il nome in MPire of Evil. Dopo poco tempo Antton pensò che ci dovesse essere una divisione dopo la "M" e così la band modificò il nome in M:Pire of Evil.

### Pubblicazione del primo EP e dell'album di debutto "Hell to the Holy" con successivo abbandono di Antton (2011-2012)
Nel 2011 hanno pubblicato il loro primo disco, un EP di nome "Creatures of the Black", contenente pezzi originali e cover di artisti quali Judas Priest, Motörhead, Kiss, AC/DC.
Il 26 marzo 2012 è invece uscito il loro primo full-length vero e proprio, "Hell to the Holy".
Il batterista Antton, figura nel disco avendo fatto le registrazioni con la band, ma di fatto è uscito dal gruppo nel gennaio 2012. In seguito ha comunicato in un'intervista le motivazioni della sua uscita dagli M-Pire of Evil affermando che avesse separatamente tutte le sue parti di batteria e che avesse dato a Jeff "Mantas" i file di batteria, il quale successivamente ha tagliato le sue parti, prendendo versi e sostituendoli con cori di canzoni diverse. Successivamente Mantas impiegato così tanto tempo per mescolare le tracce che la band stava esaurendo il tempo con la scadenza della compagnia discografica. Antton così ha scoperto per la prima volta che le sue parti erano state cambiate quando era stato contattato per e-mail dalla casa discografica. Inoltre ha anche detto che molte di quelle canzoni suonano in un certo modo a causa sua, in quanto alcuni riff non sarebbero stati usati e lui li ha suggeriti, cambiando anche alcune parti ritmiche. L'intero coro di "Hell To The Holy" e la melodia è stata un'idea del batterista Antton, il quale afferma anche di avere tutto il materiale originale senza i cambiamenti, con le sue idee vocali, ecc. Una seconda motivazione riguardava la pubblicazione di un vinile da 12 pollici che non aveva niente a che fare con Antton.

Il batterista a proposito ha detto:
"Ora posso vedere cosa stava succedendo, e credo di essere stato un po' stupido a non vederlo... Farmi entrare nella band ha reso tutti e tre gli ex membri della Venom più attraenti per gli agenti - e anche la connessione Cronos conferisce un sigillo di approvazione in qualche modo. Quindi, quando Jeff sentì che avevo lasciato Venom, pensò: "Forse posso usarlo a mio favore..." Non era mio amico. Mi sento un po' 'stupido ora per non averlo visto. Poi abbiamo parlato del tour: volevo andare in tour subito dopo l'uscita dell'album, non tre settimane prima che fosse pubblicato - è stupido. E pensavo che fossimo una band originale che avrebbe lanciato un paio di canzoni Venom sul set. Non un set completo dei Venom: dai, amico, di cosa si tratta? Non ho alcun desiderio di essere in una tribute band dei Venom, per niente. Se avessi voluto suonare canzoni dei Venom per tutta la notte, sarei ancora nei Venom... Ricordi, ho lasciato i Venom...? Sai, non vedo i Foo Fighters suonare le canzoni dei Nirvana dal vivo."
In seguito il cantante/bassista, Dolan, ha detto in un'intervista:
"Il fatto è che i fan ci chiedono di suonare dal vivo i pezzi dei VENOM, così come i nostri. Ma sono d'accordo. Lo stiamo osservando proprio ora. Ricorda anche che non avevamo così tanto del nostro materiale al tempo, quindi è stato qualcosa che dovevamo prendere in considerazione fin dall'inizio."
Al suo posto è subentrato in via permanente Marc Jackson. Con il nuovo batterista la band ha registrato un album intitolato "Crucified", pubblicato il 26 aprile 2013, che contiene nove brani ri-registrati appartenenti ai dischi editi dalla formazione dei Venom del periodo 1989-1992, più due singoli inediti.
Nel 2014 annunciano di essere al lavoro per un album che prenderà il nome di "Unleashed".
Nel 2015 durante un live gli M-Pire Of Evil entrano in una pausa indefinita per dare vita ai Venom Inc. con Mantas alla chitarra, Demoliton Man al basso e voce e Abaddon alla batteria

## Formazione

### Formazione attuale
- Tony "Demolition Man" Dolan - voce, basso (2010 - oggi)
- Mantas - chitarra (2010 - oggi)
- Marc Jackson - batteria (2012 - oggi)

### Ex componenti
- Antton - batteria (2010 - 2012)

## Discografia

### Album in studio
- 2012 - Hell to the Holy
- 2019 - Unleashed

### EP
- 2011 - Creatures of the Black (EP)

### Raccolte
- 2013 - Crucified